# Phil Plait
Philip Plait (Washington D. C., 30 de septiembre de 1964) (también conocido como The Bad Astronomer) es un astrónomo y divulgador, creador de la página web badastronomy.com. Philip trabaja en el departamento de física y astronomía de la Universidad Estatal de Sonoma, aunque ha colaborado y colabora actualmente con la NASA.
Plait dedica su tiempo a investigar y divulgar los errores e inexactitudes de astrónomos y científicos que pretenden, según Plait, cambiar la realidad para adaptarla a sus teorías. Todo su trabajo está recogido en su página web, cuyo propósito principal es refutar las teorías apoyadas en fundamentos erróneos, como el creacionismo, la astrología, la cara de Marte, las teorías de la conspiración de los alunizajes del Programa Apolo o la mentira de que el asteroide (4179) Tutatis chocaría con la Tierra, rebatiéndolas científicamente.

## Primeros años y formación
Plait nació en Washington y vivió allí durante muchos años. Según declaraciones propias, se interesó por la astronomía cuando su padre trajo a casa un telescopio cuando Plait tenía aproximadamente 5 años; «apunté a Saturno esa noche. Una mirada, y eso fue todo. Estaba enganchado».
Plait asistió a la Universidad de Michigan y se doctoró en astronomía en la Universidad de Virginia en 1995 con una tesis sobre la supernova SN 1987A.

## Investigación
Durante la década de 1990, Plait trabajó con el satélite COBE y luego formó parte del equipo del Telescopio Espacial Hubble en el Centro de vuelo espacial Goddard de la NASA, trabajando principalmente en el Espectrógrafo de Imágenes del Telescopio Espacial. En 1995, publicó observaciones de un anillo de material circunestelar alrededor de SN 1987A, lo que condujo a un mayor estudio de los mecanismos de explosión en las supernovas con colapso del núcleo. El trabajo de Plait con Grady, et al. resultó en la presentación de imágenes de alta resolución de objetos estelares aislados (incluidos AB Aurigae y HD 163296) del telescopio espacial Hubble, entre los primeros registros. Estos resultados se han utilizado en estudios posteriores sobre las propiedades y la estructura de estrellas jóvenes, tenues y de tamaño moderado, llamadas estrellas Herbig Ae/Be, que también confirmaron los resultados observados por Grady, et al.

## Divulgación
Plait comenzó a editar publicaciones divulgativas en Internet sobre ciencia en 1993. Cinco años más tarde, estableció Badastronomy.com con el objetivo de aclarar lo que percibía como conceptos erróneos generalizados sobre la astronomía y la ciencia espacial en películas, noticias, prensa y en Internet, y también proporciona un análisis crítico de varias teorías pseudocientíficas relacionadas con el espacio y la astronomía, como el cataclismo del "Planeta X", las teorías de Richard Hoagland y el "engaño" del alunizaje. Recibió una cantidad considerable de visitas después de que Plait criticara a Fox Network acusando a la NASA de falsificar las misiones Apolo. La astrónoma Michelle Thaller ha descrito Badastronomy.com, así como el libro y los ensayos de Plait llamados Bad Astronomy, como "un homenaje a la comunidad de la ciencia espacial".
Entre 2000 y 2007 fue el responsable de la difusión pública en Internet para el telescopio Espacial de Rayos Gamma Fermi y otras misiones financiadas por la NASA, trabajando para la Sonoma State University.
Entre agosto de 2008 y diciembre de 2009 asumió la presidencia de la Fundación Educativa James Randi.
Plait ha contribuido en varias producciones de televisión y cine, ya sea en pantalla como anfitrión o invitado o en un papel de asesor fuera de la pantalla. Presentó la serie documental de tres partes Phil Plait's Bad Universe en Discovery Channel, que se emitió por primera vez en los Estados Unidos el 29 de agosto de 2010, pero no se retomó como serie. Ha aparecido en numerosos documentales y programas científicos, incluido How the Universe Works. Plait fue asesor científico de la película La llegada de 2016 y de la serie de televisión de CBS Salvation de 2017. Fue el principal redactor científico del programa de 2017 Bill Nye Saves the World en Netflix.

## Publicaciones
- Plait, Philip (2002). Bad Astronomy: Misconceptions and Misuses Revealed, from Astrology to the Moon Landing "Hoax". John Wiley & Sons. ISBN 0-471-40976-6.
- Plait, Philip (2008). Death from the Skies!: These are the Ways the World Will End. Viking Press. ISBN 978-0-670-01997-7.

## Premios y reconocimientos
- En marzo de 2008 el asteroide 2000 WG11 fue nombrado (165347) Philplait en su honor.[20]
- En 2016, Plait recibió el premio David N. Schramm de periodismo científico de astrofísica de la Sociedad Astronómica Estadounidense[21] por su artículo de 2015 titulado "El viento ardiente y furioso de un agujero negro supermasivo".[22]